# La mia canzone per te
La mia canzone per te è un singolo del cantautore italiano Alex Wyse, pubblicato il 1º dicembre 2023.

## Descrizione
Il brano è scritto dallo stesso cantautore con Ermal Meta, il quale ha anche curato la produzione con Giordano Colombo ed è dedicato alla ballerina Cosmary Fasanelli, ex compagna del cantautore.

## Video musicale
Il video musicale, diretto da Filiberto Signorello, è stato pubblicato il 4 dicembre 2023 attraverso il canale YouTube del cantautore.

## Tracce
Testi e musiche di Alessandro Rina ed Ermal Meta.
1. La mia canzone per te – 2:58